# Truffle Butter
Truffle Butter è il sesto singolo estratto da The Pinkprint, terzo album in studio della rapper Nicki Minaj.
Il brano vede la partecipazione di Drake e Lil Wayne e ha raggiunto la quattordicesima posizione della classifica Billiboard Hot 100, riuscendo inoltre ad entrare nelle classifiche di Canada e Regno Unito.